# التهاب وعائي فقاعي بالأوعية الصغيرة
التهاب وعائي فقاعي بالأوعية الصغيرة (المعروف أيضًا باسم النوع الفقاعي من التهاب الأوعية الدموية الصغيرة) هو حالةٌ جلديةٌ يُصاب فيها المرضى المصابون بالتهاب الأوعية الدموية الصغيرة بحويصلاتٍ وفقاعاتٍ مُتراكبة، خاصةً على الأطراف البعيدة.